# Magdeburg
Magdeburg là thủ phủ của tiểu bang Sachsen-Anhalt (Đức) và là thành phố có diện tích lớn nhất của tiểu bang. Magdeburg là trụ sở của cả giáo xứ Tin Lành lẫn giáo xứ Công giáo và cũng là trụ sở của hai trường đại học: Đại học Otto von Guericke (Otto-von-Guericke-Universität) và Đại học thực hành Magdeburg-Stendal (Hochschule Magdeburg-Stendal (FH)). Magdeburg kỷ niệm 1.200 năm thành lập vào năm 2005.